# Хирией
Хирией в древногръцката митология е цар на Беотия. Син е на Алкиона (дъщеря на Атлант) и Посейдон. Съпруг е на океанидата Клония, от която има двама сина – Лик и Никтей. Прочут е с богатството си.